# Jedača, pijača, moški, ženska
Jedača, pijača, moški, ženska (poenostavljeno kitajsko: 饮食男女; tradicionalno kitajsko: 飲食男女; pinjin: yǐn shí nán nǚ) je tajvanski komično-dramski film iz leta 1994, ki ga je režiral Ang Lee in zanj tudi napisal scenarij skupaj z Jamesom Schamusom in Hui-Ling Wang. V glavnih vlogah nastopajo Sihung Lung, Yu-wen Wang, Jacklyn Wu in Yang Kuei-mei. Naslov je citat iz Konficijevega klasičnega dela Liji, ki se nanaša na osnovne človeške potrebe in jih sprejema kot normalne.
Film je bil premierno prikazan 3. avgusta 1994 ter se izkazal za finančno uspešnega in naletel tudi na dobre ocene kritikov. Leta 1994 je prejel nagrado Azijsko-pacifiškega filmskega festivala za najboljši film, leta 1995 pa je bil nominiran za oskarja za najboljši tujejezični film. Nominiran je bil tudi za zlati globus in nagrado BAFTA za najboljši tujejezični film. Skupaj z Leejevima predhodnima filmoma Dotik tai chija (1992) in Poročno slavje (1993) velja za trilogijo očetovstva, ki prikazuje napetost med različnimi generacijami Konfucijeve družine, med vzhodom in zahodom ter med tradicijo in sodobnostjo.

## Vloge
- Sihung Lung kot Chu
- Yang Kuei-mei kot Jia-Jen
- Jacklyn Wu kot Jia-Chien
- Yu-Wen Wang kot Jia-Ning
- Sylvia Chang kot Jin-Rong
- Winston Chao kot Li Kai
- Chao-jung Chen kot Guo Lun
- Lester Chit-Man Chan kot Raymond
- Yu Chen kot Rachel
- Gua Ah-leh kot Madame Liang
- Chi-Der Hong kot vodja razreda
- Gin-Ming Hsu kot trener Chai
- Huel-Yi Lin kot sestra Chang
- Shih-Jay Lin kot šefov sin
- Chin-Cheng Lu kot Ming-Dao
- Cho-Gin Nei kot tajnica letalske družbe
- Yu-Chien Tang kot Shan-Shan
- Chung Ting kot duhovnik
- Hari kot delavec
- Cheng-Fen Tso kot upravnik lokala s hitro prehrano
- Man-Sheng Tu kot upravnik restavracije
- Zul kot Mendaki
- Chuen Wang kot šef
- Reuben Foong kot dramatična mati
- Jui Wang kot starec
- Hwa Wu kot starec[7]